# Volley Gonzaga Milano
El Volley Gonzaga Milano es un equipo de voleibol italiano de la ciudad de Milán.

## Historia
El equipo fue fundado en 1974 tras la fusión de unos equipos milaneses y disputó su primer campeonato de Serie A en la temporada 1975/1976. Su primer título llega en la temporada 1986/1987 cuando el equipo milanés vence al Pallavolo Parma en la final de la Challenge Cup; sin embargo el año siguiente acaba el campeonato en última posición. En 1988 el Volley Gonzaga es comprado por el grupo Fininvest y consigue quedarse en la Serie A1 adquiriendo los derechos del Pallavolo Mantova. LLega por dos veces hasta la final de los playoffs de Serie A1 siendo derrotada por el Pallavolo Parma en 1992/1993 y por el Sisley Treviso un año más tarde. También pierde dos finales de la Copa de Italia en 1990/1991 y en 1991/1992.
Entre 1990 y 1992 gana también dos  Campeonatos Mundiales de Clubes (1990 y 1992) acabando tercera en 1991, siendo el segundo equipo por títulos mundiales ganados por detrás del Trentino Volley (4).
En la temporada 1992/1993 levanta la Recopa de Europa tras derrotar en la final los francese del  AS Cannes. En 1995 Fininvest deja el equipo que non puede así cobrar la inscripción de la Serie A1 y descende hasta la Tercera División. En la temporada 1997/1998 el primer equipo del Volley Gonzaga desaparece y renace en el proyecto Volley Milano, dejando el conjunto únicamente con los equipos juveniles.

## Palmarés
- Campeonato de Italia

2° lugar (2): 1992/1993, 1993/1994
- Copa de Italia

2º lugar (2): 1990/1991, 1991/1992
- Recopa de Europa/Copa CEV (1)

1992/1993
2° lugar (2): 1991/1992, 1993/1994
- Challenge Cup (1)

1986/1987
2° lugar (1): 1983/1984
3° lugar (1): 1994/1995
- Supercopa de Europa

2º lugar (1): 1993
- Campeonato Mundial de Clubes (2)

1990, 1992
3º lugar (1): 1991